# 가등기담보
가등기담보라 함은 소비대차에 기한 채권을 담보할 목적으로 채무자 등의 부동산을 양도하는 '대물변제의 예약'이나 '매매의 예약'을 하고, 채권자가 채무불이행 상황이 생기면 행사할 소유권이전등기청구권등의 가등기를 채권자 앞으로 해 두는 제도이다.
금전채무를 담보하기 위하여 채권자와 채무자 사이에 채무자 소유의 부동산을 목적물로 하는 대물변제예약 또는 매매예약을 체결하고 채무자의 채무불이행이 있는 경우에는 채권자가 그 목적물의 소유권 기타의 권리를 취득함으로써 채권의 만족을 얻을 것을 꾀하고, 동시에 정지조건부 소유권이전 또는 소유권이전 청구권보존의 가등기를 행하는 담보형식이다.
가등기담보는 흔히 채무액에 비하여 훨씬 고가의 부동산의 소유권을 상실하게 되는 경우가 많아서 채권자에게는 폭리가 되고 채무자에게는 손실을 줄 염려가 있다. 이와 같은 채권자의 횡포를 방지하고 채무자를 보호하기 위하여 제정된 것이 '가등기담보 등에 관한 법률'(1983.12.30. 법률 3681호로 제정되고 2008.3.21전면개정됨)이다.
가등기 담보는 권리가 당장 이전되지 않으나 양도담보는 일단 권리를 이전해 놓고 변제기에 변제가 있으면 그 권리를 복귀시키는 점에서 차이가 있다.
가등기담보의 내용은 예약완결시에 권리자가 목적부동산의 소유권을 취득하는 권능을 가지게 되며, 이에 기인하여 그 부동산을 적정하게 평가된 가액으로 확정적으로 자기의 소유로 귀속시킴으로써 그 평가액에서 자기채권의 변제를 받게 된다는 데 있다.
가등기담보에는 대물변제예약과 가등기를 하는 경우, 매매의 예약과 가등기를 하는 경우(부동산등기특별조치법에서 금지함) 등이 있다.

## 같이 보기
- 가등기담보 등에 관한 법률